# La Cour de récré : Les Vacances de Noël
Série
La Cour de récré : Vive les vacances !
(2001) La Cour de récré : Les petits contre-attaquent
(2003)
Pour plus de détails, voir Fiche technique et Distribution.
La Cour de récré : Les Vacances de Noël (Recess Christmas: Miracle on Third Street) est un long-métrage d'animation de Noël des studios Disney. Sorti directement en vidéo le 6 novembre 2001, il est basé sur la série La Cour de récré et est une sorte de suite à La Cour de récré : Vive les vacances !.

## Synopsis
Le principal Prickly, accompagné de Miss Finster et Miss Grotker, voyant leur voiture bloquée par la neige juste à la sortie de l'école décident, pour passer le temps, de se remémorer différentes anecdotes sur leurs écoliers.

## Fiche technique
- Titre original : Recess Christmas: Miracle on Third Street
- Réalisation : Chuck Sheetz, Susie Dietter
- Production : Stephen Swofford
- Société de production : Walt Disney Television Animation
- Société de distribution : Walt Disney Pictures
- Dates de sortie :  États-Unis : 6 novembre 2001

## Distribution

### Distribution  et voix originales
- Rickey D'Shon Collins : Vincent Pierre "Vince" LaSall
- Jason Davis : Michael "Mikey" Blumberg
- Ashley Johnson : Gretchen Grundler
- Andy Lawrence : Theodore Jasper "T.J." Detweiler
- Courtland Mead : Gastav Patton "Gus" Grizwald